# Cuvée de prestige

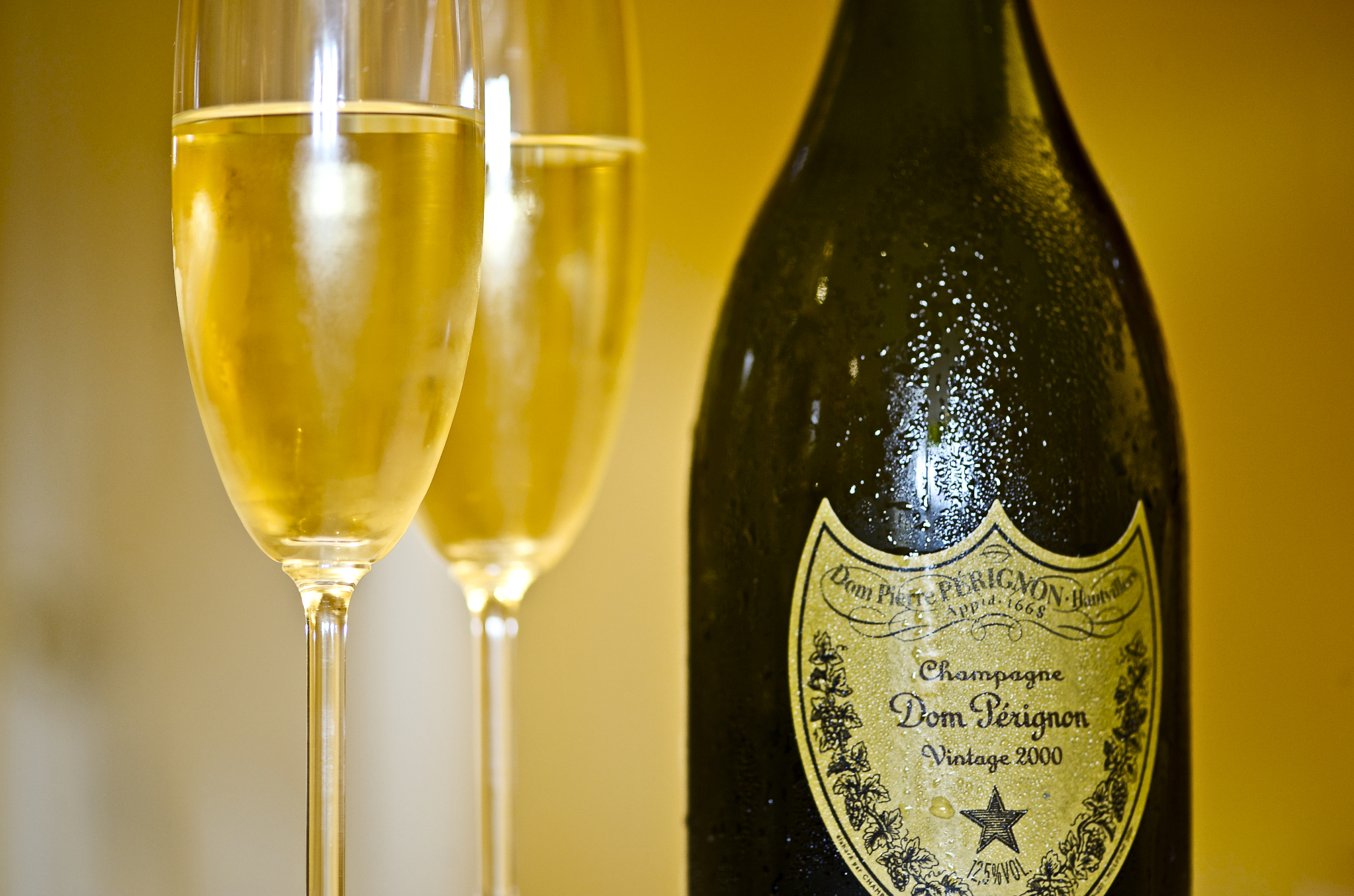
Dom Pérignon

Een cuvée de prestige is de meest prestigieuze, en daarom ook duurste, wijn van een champagnehuis. De flessen champagne die als cuvée de prestige worden verkocht zijn met meer zorg dan de andere producten geassembleerd. Vaak zijn alleen de druivenrassen chardonnay en pinot noir gebruikt. Soms gaat het bij de cuvée de prestige om een bijzondere techniek zoals het assembleren van champagne uit wijn van blauwe druiven, de blanc de noirs, soms is het een blanc de blancs. De cuvée de prestige kan ook een rosé zijn. Het kan om een millésime of "vintage" gaan waarin alle druiven in hetzelfde jaar zijn geoogst, maar hierin maakt ieder champagnemerk een eigen keuze. Grote wijnhuizen gebruiken graag hun grote en kostbare reserves uit goede jaren om hun cuvée de prestige de gewenste kwaliteit te geven. Soms gaat het om wijn uit alleen grand cru-gemeenten of zelfs een enkele wijngaard.
Ieder huis heeft een eigen filosofie waar het de assemblage betreft. Er zijn huizen die de wijn voor de cuvée de prestige laten rijpen en gisten in eiken vaten, al zal dat met de chardonnay niet gebeuren. Een cuvée de prestige laat men na de botteling en toevoeging van de liqueur de tirage in de koele, in de kalksteen uitgehouwen kelders lange tijd à point rijpen. Dat wil zeggen dat de wijnflessen met de kurk naar beneden worden opgestapeld zodat de champagne in de maanden en jaren voor de dégorgement nog met de uitgewerkte gist in contact blijft.
De Çuvée Dom Pérignon is de oudste cuvée de prestige van alle champagnehuizen en wordt sinds 1936 verkocht. Het is een millésime of vintage champagne op basis van 50% chardonnay en 50% pinot noir uit grand cru- en premier cru-gemeenten in de wijnstreek Champagne. De aanduiding millésime of vintage betekent dat alle gebruikte druiven uit één oogstjaar stammen.